# الدوري النرويجي الممتاز 1987
الدوري النرويجي الممتاز 1987 (بالنرويجية: 1. divisjon fotball for menn 1987)‏ هو الموسم 25، و43 من  الدوري النرويجي الممتاز. الذي يشرف على تنظيمه اتحاد النرويج لكرة القدم، وكان عدد الأندية المشاركة فيه  12، وفاز فيه Moss FK ‏.